# Gaia Online
Gaia Online es un sitio web en inglés de anime, redes sociales y foros basados en web. Originalmente llamado "Go-Gaia.com", el sitio fue cambiado a gaiaonline.com el 18 de febrero de 2003
Los usuarios de este sitio, conocido como Gaians, crean un avatar personalizable y una casa virtual personalizable para que puedan adquirir artículos mediante lo que se llama Gaia Gold (el ""oro"" en el juego). Esto se da a los usuarios después de jugar juegos o desplazamiento dentro de los foros, el sitio también recompensa a los usuarios todos los días al azar con el oro o los temas del programa con el Daily Chance (Oportunidad Diaria). En julio de 2007, Gaia publicó Gaia Cash que se puede comprar en Rite Aid, Wal-Mart, las tiendas Target, 7-11, Speedway SuperAmerica, o directamente desde la propia Gaia.

## Eventos especiales
Gaia tiene varios eventos especiales a lo largo del año, que van desde actualizaciones especiales de vacaciones (Día de los inocentes, 4 de julio, Halloween, Semana Santa, Navidad, Día de San Valentín, y la fiesta anual de Gaia). Durante los acontecimientos, los usuarios tomar parte activa en la trama de la historia local(en ocasiones, los usuarios incluso pueden votar para decidir el desenlace de algún suceso) y en juegos interactivos multi-usuario. Estos eventos recompensan a los usuarios con artículos conmemorativos coleccionables. A veces, las recompensas incluyen un nuevo Avatar "base" para que los usuarios utilicen, tales como los "skins" (pieles) de Grunny (zombi), Zurg (extraterrestre), Vampiro, y Centauro. Los eventos suelen durar alrededor de dos semanas, aunque algunos duran más.

## Videojuegos
Gaia también tiene varios videojuegos tales como Racing, Fishing, zOmG!, Jigsaw, etc.
Racing: En inglés "Carrera", tal como dice su nombre este juego se basa en carreras dependiendo si tienes un auto(Los cuales son gratis, pero los accesorios no) y hacer carreras con amigos o conocidos en un server indicado.
Fishing: En Inglés "Pesca", se trata de simplemente ir a pescar. Los peces pueden salir en variedad de colores o variedad de especia variando del lago y del "Bait" o "Carnada" este tiene 3 grados A, B y F.
Pinball: Este conocido juego se basa en golpear una bola con las palancas que se activan con los Botones Z y / dependiendo de lo que golpees te dan una cantidad de puntos el cual si tu tiempo en el juego y el resultado obtenido es alto puedes ganar una suma de dinero y objetos que se ganan en él.
zOmG!: Este juego es tipo MMORPG el cual se basa en hacer ciertas "Quests" y destruir ciertos Monstruos con unos elementos llamados "Rings" o Anillos en español, también se usan Power-Ups para curarte, atacar o curar a varias personas en el área.
Worldwide Word: Este enredo de letras se basa en descubrir ciertas palabras ocultas en una frase destinada, es más para jugadores expertos ya que no es fácil de completar.
Carts & Slots: Este juego es tipo casino en el cual tu puedes jugar si tienes "Tokens" los cuales son cambiados por "Tickets", este se basa si quieres jugar Carts/Cartas o tipo Slots/Tragamonedas el cual se basa en tirar una palanca y ver si tienes suerte mientras más tokens apuestes tu ganancia o perdida se dobla o triplica (Si ganas por ejemplo 300, apuestas 1 token ganas los 300, 2 tokenes ganas 600, 3 token ganas 900) y si pierdes puedes perder los 1, 2 o 3 token/s que apostaste.
Jigsaw: Este juego es un Rompecabezas en el cual tienes 4 Opciones de puzle el cual 1 es cambiado semanalmente, este se juega de 4 formas Easy/Fácil (50 Piezas) Normal (100 Piezas) Hard/Difícil (150 Piezas) o Insane/Loco (300 Piezas), al igual que Pinball mientras más tiempos dure el juego en terminar ganas más dinero y objetos (a veces).